# Nova Nazaré
Nova Nazaré – miasto i gmina w Brazylii, w stanie Mato Grosso.